# Maricourt
Maricourt – miejscowość i gmina we Francji, w regionie Hauts-de-France, w departamencie Somma.
Według danych na rok 2011 gminę zamieszkiwało 168 osób, a gęstość zaludnienia wynosiła 22 osoby/km² (wśród 2293 gmin Pikardii Maricourt plasuje się na 860. miejscu pod względem liczby ludności, natomiast pod względem powierzchni na miejscu 637.).